# Crystal Visions: The Very Best of Stevie Nicks
Albums de Stevie Nicks
Trouble in Shangri-La
(2001) The Soundstage Sessions
(2009)
Crystal Visions: The Very Best of Stevie Nicks est une compilation de la chanteuse américaine et membre de Fleetwood Mac Stevie Nicks. Elle comprend des titres tirés de ses albums solo ainsi que des albums de Fleetwood Mac. Elle contient ses principaux tubes, un remix et une nouvelle chanson, une version live de Rock and Roll de Led Zeppelin. L'album produit trois singles: Rock and Roll, Landslide et une version remixée de Stand Back. Il existe en deux versions, une avec seulement le CD et une autre comprenant également un DVD avec tous les clips vidéos ainsi que des commentaires audio de la chanteuse et une vidéo retraçant l'enregistrement de Bella Donna. À sa sortie, Crystal Visions atteint la 21e place du hit-parade américain et s'est depuis vendu à 348 000 exemplaires aux États-Unis. En Australie, l'album est certifié disque d'or.

## Liste des titres
| 1.    | Edge of Seventeen                                                  | 5:29 |
| 2.    | I Can't Wait                                                       | 4:35 |
| 3.    | Sorcerer                                                           | 4:54 |
| 4.    | If Anyone Falls                                                    | 4:07 |
| 5.    | Stop Draggin' My Heart Around (Duo avec Tom Petty)                 | 4:02 |
| 6.    | Silver Springs (Fleetwood Mac Advanced Audio Version)              | 4:45 |
| 7.    | Dreams (Deep Dish Club Mix - Version radio)                        | 3:46 |
| 8.    | Rhiannon (Live)                                                    | 7:01 |
| 9.    | Rooms on Fire                                                      | 4:34 |
| 10.   | Talk to Me                                                         | 4:10 |
| 11.   | Landslide (Live avec l'orchestre symphonique de Melbourne)         | 4:14 |
| 12.   | Stand Back                                                         | 4:48 |
| 13.   | Planets of the Universe                                            | 4:45 |
| 14.   | Rock and Roll (Live)                                               | 4:03 |
| 15.   | Leather and Lace (Duo avec Don Henley)                             | 3:54 |
| 16.   | Edge of Seventeen (Live avec l'orchestre symphonique de Melbourne) | 9:14 |
| 78:21 |                                                                    |      |